# Myrmarachne ludhianensis
Myrmarachne ludhianensis este o specie de păianjeni din genul Myrmarachne, familia Salticidae, descrisă de Sadana, Gupta, 1998. Conform Catalogue of Life specia Myrmarachne ludhianensis nu are subspecii cunoscute.